# Municipio de Huff (Arkansas)
El municipio de Huff (en inglés: Huff Township) es un municipio ubicado en el condado de Independence en el estado estadounidense de Arkansas. En el año 2020 tenía una población de 784 habitantes y una densidad poblacional de 17,52 personas por km².

## Geografía
El municipio de Huff se encuentra ubicado en las coordenadas 35°38′48″N 91°37′3″O / 35.64667, -91.61750. Según la Oficina del Censo de los Estados Unidos, el municipio tiene una superficie total de 44.74 km², de la cual 44,74 km² corresponden a tierra firme y (0 %) 0 km² es agua.

## Demografía
Según el censo de 2010, había 648 personas residiendo en el municipio de Huff. La densidad de población era de 14,48 hab./km². De los 648 habitantes, el municipio de Huff estaba compuesto por el 96,14 % blancos, el 0,46 % eran afroamericanos, el 2,31 % eran de otras razas y el 1,08 % eran de una mezcla de razas. Del total de la población el 3,55 % eran hispanos o latinos de cualquier raza.